# Биологическое оружие

Международный символ биологической угрозы

Биологическое оружие — патогенные организмы, микроорганизмы или их споры, вирусы, прионы, бактериальные токсины, заражающие людей и животных, предназначенные для массового поражения живой силы и населения противника, сельскохозяйственных животных, посевов сельскохозяйственных культур, заражения продовольствия и источников воды, а также порчи некоторых видов военного снаряжения и военных материалов. Биологическое оружие включает также средства доставки патогенных микроорганизмов и животных-переносчиков. Является оружием массового поражения и запрещено согласно Женевскому протоколу 1925 года и конвенции о запрещении разработки, производства и накопления запасов бактериологического (биологического) оружия и токсичного оружия, подписанной в 1972 году.
Поражающее действие биологического оружия основано в первую очередь на использовании болезнетворных свойств патогенных микроорганизмов и токсичных продуктов их жизнедеятельности.
Начиная с 1991 года в отношении стран СНГ действует программа Нанна — Лугара для совместного уменьшения угрозы применения оружия массового поражения (англ. Cooperative Threat Reduction Program). В России эта программа тоже действовала, но в 2012 году Россия отказалась от участия в программе. Программа представляет инициативу, реализуемую при участии DTRA (Агентства по уменьшению угрозы Министерства обороны США). Заявленная цель программы — это оказание помощи России и другим бывшим советским республикам в демонтаже и утилизации накопленного в СССР оружия массового поражения, включая биологическое оружие.
Разновидностями биологического оружия являются энтомологическое оружие, которое использует насекомых для атаки противника, и гипотетическое генетическое оружие, предназначенное для избирательного поражения населения по расовому, этническому, половому или иному генетически обусловленному признаку.

## Способы применения бактериальных и вирусных средств

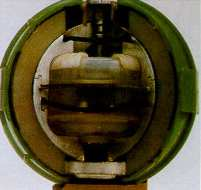
Контейнер E120 (биоконтейнер) (в разрезе), снаряжаемый боевой биологической рецептурой кассетной боеголовки

Средствами доставки и способами применения биологического оружия, как правило, являются:
- рассылка писем по почте;
- боевые части ракет;
- авиационные бомбы;
- артиллерийские мины и снаряды;
- пакеты (мешки, коробки, контейнеры), сбрасываемые с самолётов;
- специальные аппараты, рассеивающие насекомых с самолётов;
- диверсионные методы.

В некоторых случаях для распространения инфекционных заболеваний противник может оставлять при отходе заражённые предметы обихода: одежду, продукты, папиросы и т. д. Заболевание в этом случае может произойти в результате прямого контакта с заражёнными предметами. Возможно также преднамеренное оставление при отходе инфекционных больных с тем, чтобы они явились источником заражения среди войск и населения.
При разрыве боеприпасов, снаряжённых бактериальной рецептурой, образуется бактериальное облако, состоящее из взвешенных в воздухе мельчайших капелек жидкости или твёрдых частиц. Облако, распространяясь по ветру, рассеивается и оседает на землю, образуя заражённый участок, площадь которого зависит от количества рецептуры, её свойств и скорости ветра.
Ограничением является тот факт, что вне природного очага обитания и без соответствующих его экологической обстановке механизмов передачи возбудитель заболевания передаваться людям не будет.
Ещё более важным аспектом является возможность заражения собственных военнослужащих. Чем дольше возбудитель заболевания сохраняет жизнеспособность в окружающей среде, чем легче заражает жертву, чем успешнее противостоит иммунной системе и лекарственным средствам, тем труднее управлять результатами его применения или хотя бы прогнозировать их. При этом при длительном хранении возбудитель заболевания обычно самопроизвольно теряет жизнеспособность или патогенные свойства, и, чтобы быть уверенным в действенности биологического оружия, необходимо все время производить, перевозить, хранить промышленные количества патогена, что увеличивает риск аварии или утечки. Именно поэтому массово биологическое оружие никогда не использовалось, и в конце концов все его обладатели пришли к выводу, что оно представляет собой постоянную и неустранимую угрозу для самого обладателя, а в качестве средства сдерживания ничего не добавляет к ядерному оружию.

## История применения
Применение своеобразного биологического оружия было известно ещё в древнем Риме, когда при осаде городов за крепостные стены перебрасывались трупы умерших от чумы, чтобы вызвать эпидемию среди защитников. Подобные меры были относительно эффективны, так как в замкнутых пространствах, при высокой плотности населения и при ощутимом недостатке средств гигиены подобные эпидемии развивались очень быстро.
Применение биологического оружия в современной истории:
- 1346 — начало бубонной чумы в Европе. Существует предположение, что этот страшный «подарок» сделал хан Джанибек. После неудачной попытки захватить город Кафа (современная Феодосия) он подкинул в крепость труп человека, умершего от чумы. Вместе с купцами, в страхе бежавшими из города, чума прибыла в Европу[6].
- 1763 — первый конкретный исторический факт применения бактериологического оружия в войне — преднамеренное распространение оспы среди индейцев, осаждавших форт Питт. Английские военные переслали в их лагерь одеяла, заражённые возбудителем оспы, надеясь на распространение оспы среди осаждающих[7].
- 1942 — Великобритания: Операция «Вегетарианец» — план применения сибирской язвы в войне с Германией, проведена разработка и тестирование оружия на острове Груинард. Остров был заражён спорами сибирской язвы, 49 лет оставался на карантине, был объявлен очищенным в 1990 г.
- 1939—1945 — Япония: маньчжурский отряд 731 против 3 тысяч людей[8] — в рамках разработки. В рамках испытаний — в боевых операциях в Монголии и Китае. Также подготовлены планы применения в районах Хабаровска, Благовещенска, Уссурийска, Читы. Полученные данные легли в основу разработок в бактериологическом центре армии США Форт-Детрике (штат Мэриленд) в обмен на защиту от преследования сотрудников отряда 731[9]. Впрочем, военно-стратегический результат боевого применения оказался более чем скромным: согласно «Докладу международной научной комиссии по расследованию фактов бактериологической войны в Корее и Китае» (Пекин, 1952), количество жертв искусственно вызванной чумы с 1940 по 1945 год составляло приблизительно 700 человек, то есть оказалось даже меньше числа загубленных в рамках разработки пленников[10]. Несмотря на то что ведение биологической войны Японской империей было доказано после окончания второй мировой войны в 1945 году, официально Япония признала ведение биологической войны только 27 августа 2002 года[11].

Осколки и ось американского контейнера типа «яичная скорлупа»

- По уже упомянутому «Докладу международной научной комиссии по расследованию фактов бактериологической войны в Корее и Китае» (Пекин, 1952), в ходе Корейской войны бактериологическое оружие применялось США против КНДР («Только в период с января по март 1952 года в 169 районах КНДР имели место 804 случая применения бактериологического оружия (в большинстве случаев — бактериологических авиабомб), что вызвало эпидемические болезни[какие?]»[13]). 14 апреля 1953 года глава МГБ Лаврентий Берия получил служебную записку от советника военно-медицинской службы в Корейской народной армии, лейтенанта Селиванова, в которой Селиванов утверждал, что представители КНДР обратились к нему с просьбой помочь фальсифицировать «свидетельства» применения американцами оспы в качестве бактериологического оружия. Также Селиванов сообщал, что в 1952 году докладывал начальству о том, что в Китае не было ни вспышек чумы и холеры, ни случаев использования биологического оружия, а если бы такие случаи и были, то «образцы были бы немедленно посланы в Москву». Через несколько дней Берия получил служебную записку от советского посла в КНДР Разуваева, в которой также сообщалось о предложениях от чиновников КНДР фальсифицировать «свидетельства» применения чумы и холеры в качестве оружия[14][15]. По словам помощника заместителя министра иностранных дел СССР Вячеслава Устинова, после войны он изучил имеющиеся материалы и пришёл к заключению, что использование американцами бактериологического оружия невозможно подтвердить[16].
- 1961—1962 — на территории современной японской префектуры Окинава США проводили испытания по распылению спор патогенного грибка, вызывающего пирикуляриоз риса[англ.], по результатам которых удалось «достигнуть частичного успеха в сборе полезной информации».
- 1978—1979 — в ходе войны в Родезии Родезийские силы безопасности применяли против партизан ZANU и ZAPU биологическое оружие, в частности споры сибирской язвы, с целью вызвать падёж крупного рогатого скота и таким образом лишить партизан продовольственной базы. Это вызвало крупнейшую в южной Африке вспышку заболевания, что привело к гибели около 1000 человек.[17][18][19]
- Апрель 1979 года — эпидемия сибирской язвы в Свердловске была вызвана утечкой из лаборатории Свердловск-19 сибиреязвенных бактерий. По официальной советской версии, причиной заболевания стало мясо заражённых коров. 4 апреля 1992, в 13-ю годовщину трагедии, Б. Н. Ельцин подписал Закон РФ «Об улучшении пенсионного обеспечения семей граждан, умерших вследствие заболевания сибирской язвой в городе Свердловске в 1979 году»[20], приравняв Свердловскую аварию к Чернобыльской и фактически признав ответственность военных бактериологов за гибель невинных людей. Версия случайной утечки с завода по производству биооружия (Свердловск-19) была ещё раз подтверждена Президентом РФ месяц спустя.[21]
- Сентябрь 2001 года — рассылка писем со спорами сибирской язвы.

## Особенности поражения биологическим оружием
При поражении бактериальными или вирусными средствами заболевание наступает не сразу, почти всегда имеется скрытый (инкубационный) период, в течение которого заболевание не проявляет себя внешними признаками, а поражённый не теряет боеспособности. Некоторые заболевания (чума, холера, сибирская язва) способны передаваться от больного человека здоровому и, быстро распространяясь, вызывать эпидемии.
Установить факт применения бактериальных средств и определить вид возбудителя достаточно трудно, поскольку ни микробы, ни токсины не имеют ни цвета, ни запаха, ни вкуса, а эффект их действия может проявиться через большой промежуток времени. Обнаружение бактерий и вирусов возможно только путём проведения специальных лабораторных исследований, на что требуется значительное время, что затрудняет своевременное проведение мероприятий по предупреждению эпидемических заболеваний.
Признаком применения бактериологического оружия являются также валяющиеся на местности использованные боеприпасы (предназначенные для него) и другие средства его доставки. В некоторых случаях также — внезапное появление или резкое увеличение количества определённых насекомых или грызунов (например — блохи на снегу). 
Современные стратегические средства биологического оружия используют смеси вирусов и спор бактерий для увеличения вероятности летальных исходов при применении, однако используются, как правило, штаммы, не передающиеся от человека к человеку, чтобы территориально локализовать их воздействие и избежать вследствие этого собственных потерь.

## Обвинения в разработке биологического оружия

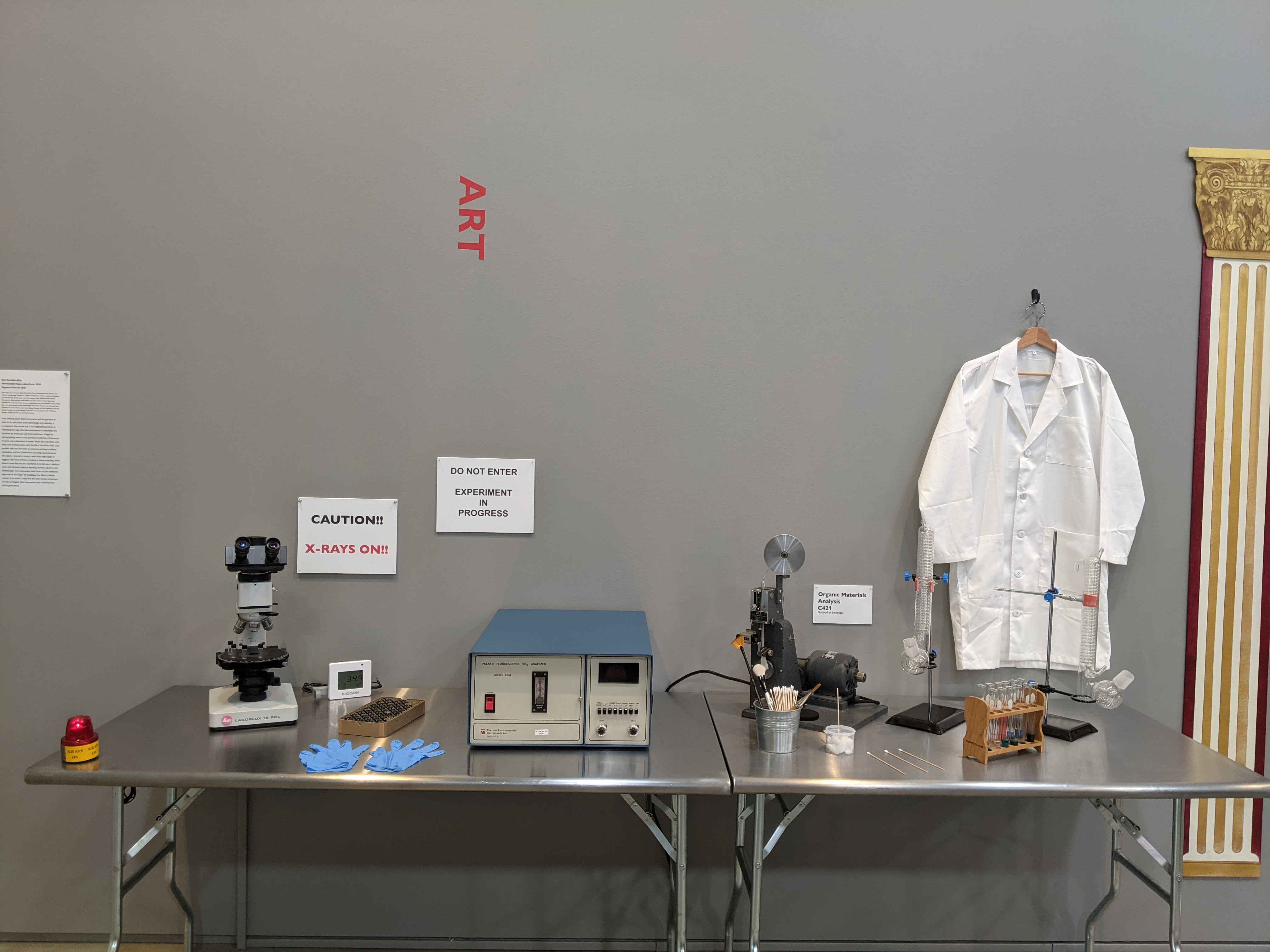
Интерьер гипотетической лаборатории биологического оружия в Венде-музее

### Обвинения в адрес СССР
Вопреки подписанной в 1972 году конвенции о запрещении биологического оружия, в 1973 году в СССР было создано научно-производственное объединение «Биопрепарат». Задачей объединения и его институтов, помимо производства медицинских лекарств и вакцин, была секретная разработка биологического оружия. Так, подразделения «Биопрепарата» в конце 1970-х — начале 1980-х годов проводили активные исследования и разработку около 50 болезнетворных агентов.

### Обвинения в разработке биологического оружия в лабораториях Украины при поддержке США
В 2022 году, в период вторжения российских войск на Украину, Министерство обороны РФ заявило, что обнаружило доказательства разработки в украинских лабораториях компонентов биологического оружия при участии США. Представители российского и зарубежного научного сообщества, а также научные журналисты выступили с критикой заявлений о свидетельствах разработок биологического, а также его подварианта этнически или расово ориентированного (генетического) оружия в Украине.

## Бактериальные средства
Следующие патогены и токсины когда-то использовались той или иной страной в качестве оружия. Где применимо, включены сокращения НАТО.
| Заболевание    | Биологический агент (Классификация НАТО)   | Класс биологического средства                                            | Контагиозность |
| -------------- | ------------------------------------------ | ------------------------------------------------------------------------ | -------------- |
| Сибирская язва | Сибиреязвенная палочка (N or TR)           | Смертельного действия                                                    | Низкая         |
| Бруцеллёз      | Brucella abortus                           | Временно выводящие из строя и предназначенные для поражения с/х животных | Низкая         |
| Бруцеллёз      | Бруцеллы (caprine) (AM or BX)              | Временно выводящие из строя и предназначенные для поражения с/х животных | Низкая         |
| Бруцеллёз      | Бруцеллы (porcine) (US, AB or NX)          | Временно выводящие из строя и предназначенные для поражения с/х животных | Низкая         |
| Холера         | Холерный вибрион(HO)                       | Временно выводящие из строя                                              | Высокая        |
| Дифтерия       | Corynebacterium diphtheriae (DK)           | Временно выводящие из строя                                              | Высокая        |
| Дизентерия     | Shigella dysenteriae, Escherichia coli (Y) | Смертельного действия                                                    | Высокая        |
| Сап            | Burkholderia mallei (LA)                   | Без лечения смертность 70 %                                              | Низкая         |
| Чума           | Yersinia pestis (LE)                       | Смертельного действия                                                    | Высокая        |
| Туляремия      | Francisella tularensis (SR or JT)          | 50 %                                                                     | Низкая         |